# Sandefjord
Sandefjord là một thị xã và đô thị ở hạt Vestfold, Na Uy. Trung tâm hành chính của đô thị này là thị xã Sandefjord. Các đô thị của Sandefjord được thành lập ngày 01 tháng 1 năm 1838 (xem formannskapsdistrikt). Đô thị nông nghiệp Sandar được sáp nhập vào đô thị Sandefjord ngày 1 tháng 1 năm 1968.
Hai bán đảo được gọi là Østerøya ("Đông đảo") và Vesterøya ("Tây đảo") vởi một bờ biển dài tổng số 146 km (91 dặm), và tạo thành Sandefjordsfjord và Mefjord. bờ biển có một loạt các bãi biển cát, skerries, và đảo nhỏ (116 trong tổng số), cùng với vịnh và đá dốc.
Trong tổng diện tích của Sandefjord, có 37,7 km vuông (14,6 dặm Anh vuông) là đất nông nghiệp và 36,2 km vuông (14,0 dặm Anh vuông) là rừng. Thị xã giáp ranh là Tønsberg và Larvik. Một phần nhỏ của Sandefjord (các trang trại Himberg) nằm lọt vào trong đô thị Larvik.